# دروس هیئت و دیگر رشته‌های ریاضی
دروس هیئت و دیگر رشته‌های ریاضی کتابی است از علامه ذوفنون حسن حسن‌زاده آملی. این کتاب حاوی دروسی است در علم هیئت و دیگر رشته‌های ریاضی که حسن حسن‌زاده آملی آنها را در روزهای پنجشنبه و جمعه دوران تحصیلی حوزه علمیه قم، برای عده‌ای از طلاب و محصلین علوم دینی تدریس نموده است. علم هیئت که از آن با نامهای دیگر چون اخترشناسی، علم الفلک و مجسطی و …. نیز یاد می‌شود، یک بخش از چهار بخش علم ریاضی (حساب، هندسه، موسیقی، هیئت) است و از حالات اجرام بسیطه علوی و سفلی و اشکال و اوضاع آنها و ابعاد بین آنها و حرکات افلاک و کواکب و مقادیر آنها بحث می‌کند.
علم یاد شده گرچه مدتی است رونق خود را در حوزه‌های علوم دینی از دست داده، ولی در سابق همیشه یکی از علوم رایج و رسمی حوزه‌ها بوده است و کتاب‌هایی به عنوان کتب درسی، در سه سطح بدایات و متوسطات و نهایات، در این فن تدریس می‌شدند که اهم آنها عبارتند از:
۱- تشریح الافلاک شیخ بهایی. ۲- فارسی هیئت قوشچی. ۳- شرح چغمینی قاضی زاده رومی. ۴- اصول اقلیدس. ۵- اکرمانالاووس. ۶- اکر ثا و ذوسیوس. ۷- شرح علامه خفری بر تذکره. ۸- زیج بهادری. ۹- مجسطی.

## شرح
این کتاب با عنوان شرح کتاب دروس هیئت و دیگر رشته‌های ریاضی علامه حسن‌زاده آملی توسط شاگرد وی، داوود صمدی آملی شرح داده شده است.